# Clement Nwankwo
Clement Nwankwo är en nigeriansk advokat och sedan slutet av 1980-talet en av landets ledande människorättsförsvarare. Han fick Martin Ennals-priset 1996.

## Biografi
Clement Nwankwo var 1987 en av grundarna av den nigerianska människorättsorganisationen Civil Liberties Organization (CLO), som bland annat arbetar med att undersöka brott mot mänskliga rättigheter, bistå utsatta med juridisk hjälp och sprida medvetenhet om rättigheter.
År 1990 lämnade Nwankwo CLO och grundade en annan ideell organisation (NGO), Constitutional Rights Project (CRP), som bevakar Nigerias lagstiftning och myndigheters agerande avseende internationella avtal och mänskliga rättigheter, bistår drabbade med juridisk hjälp, bedriver forskning, opinionsbildning med mera. CRP var en av de starkaste rösterna för mänskliga rättigheter under Sani Abachas militärstyre i mitten av 1990-talet, en tid då flera ledande aktivister fängslades, utsattes för tortyr och i flera fall avrättades.
Clement Nwankwo fick 1996 The Martin Ennals Award for Human Rights Defenders.
Efter Abachas bortgång 1998 tog Nwankwo initiativet till en stor koalition av 63 människorättsorganisationer, Transition Monitoring Group (TMG), för bevakning av en övergång till civilt styre. I maj 1999 fick Nigeria en ny författning och general Abdulsalami Abubakar avgick till förmån för den i allmänna val utsedda presidenten Olusẹgun Ọbasanjọ.
Nwankwo lämnade 2002 över chefskapet för CRP men fortsatte som styrelsemedlem.
Clement Nwankwo grundade 2009 Policy and Legal Advocacy Centre (PLAC) och har som dess ledare fortsatt arbetet för demokratiutvecklingen i Nigeria och människors ökade deltagande i denna.